# Allumés du Jazz
Les Allumés du Jazz est une association de 111 labels français indépendants de disques de jazz fondée en 1995.
Les Allumés du Jazz éditent un journal gratuit paraissant trois ou quatre fois par an. En 2020, le site de l'association recense 3224 artistes participant à 1938 albums, jazz et musiques improvisées, de toutes obédiences et d'orientations fort diverses, depuis le jazz le plus traditionnel jusqu'aux recherches les plus innovatrices. Sur leur site, ils proposent le catalogue complet des albums disponibles.

## Journal
Le Journal des Allumés du Jazz, tire à 18 000 exemplaires tous distribués et il est, en plus, téléchargeable en ligne. Il est illustré par des dessins originaux d'auteurs de bande dessinée comme Jeanne Puchol, Efix, Pic, Zou, Cattaneo, Julien Mariolle, Johan de Moor, Sylvie Fontaine, Nathalie Ferlut, Rocco, Matthias Lehmann, Thierry Alba, Julien Loïs, Anna Hymas, Gabriel Rebufello, Emre Ohrun, Edith, Denis Bourdaud, James...   et par les photographies de Guy Le Querrec, Christian Ducasse, Gérard Rouy, Francis Azevedo...
Les 45 numéros du Journal des ADJ offrent un témoignage sur le rapport entre le jazz et le monde, des entretiens avec des musiciens et musiciennes (comme les rubriques : Au cours du temps, Penser la musique aujourd'hui), mais aussi avec d'autres acteurs et actrices (philosophes, sociologues, linguistes,  kiosqueers), ainsi que des jeux et présentation des albums des maisons de disques de l'association.

## Soutiens
L'association est soutenue par le Ministère de la Culture (Direction de la Musique, de la Danse, du Théâtre et des Spectacles), la SACEM, le FCM et l'ADAMI,.